# Ludwig Bähr

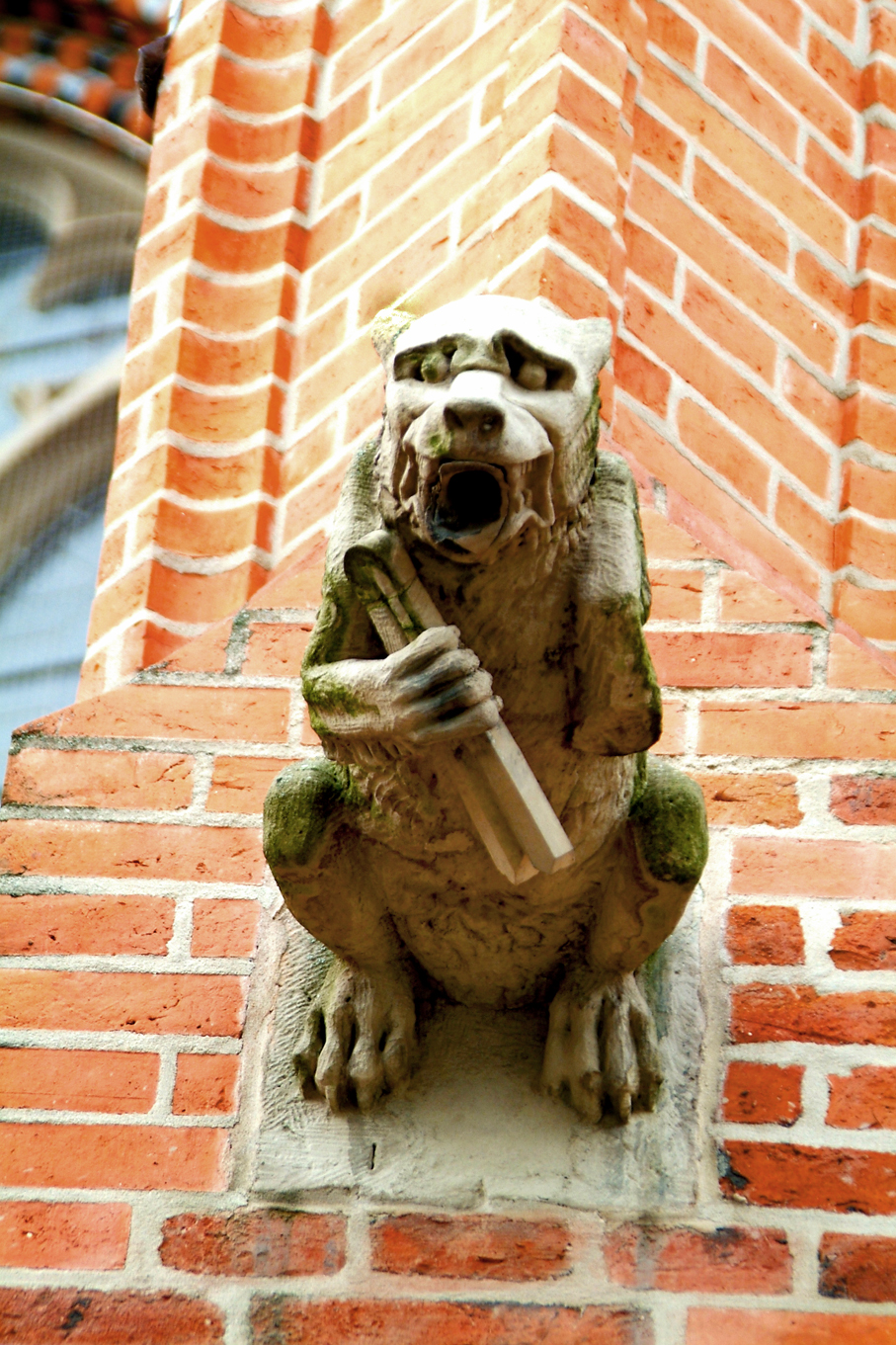
Ludwig Bähr; Skulptur als wasserspeiender Bär an der hannoverschen Christuskirche

Wilhelm Ludwig Bähr (geboren 31. Mai 1831 in Hannover; gestorben 1. Januar 1869 in Helsinki) war ein deutscher Architekt und Hochschullehrer.

## Leben
Ludwig Bähr wurde in der Residenzstadt des Königreichs Hannover geboren als Sohn des dort tätigen Johann Heinrich Bähr, Chief Clark beim British Pay Office, und der Sophie Marie Bähr, geborenen Niemeyer. Er besuchte bis Ostern 1848 die hannoversche Höhere Bürgerschule und studierte anschließend an der Polytechnischen Schule, als Schüler unter anderem von Conrad Wilhelm Hase. Von 1853 bis 1863 arbeitete er in Hases hannoverschem Architekturbüro als Bauleiter für verschiedene Aufträge Hases. In diesem Zeitraum wurde er 1855 Mitglied des Architekten- und Ingenieur-Vereins für das Königreich Hannover und 1860 Gründungsmitglied der Niedersächsischen Bauhütte.
1863 übersiedelte Bähr in das damals zum russischen Zarenreich zählende Großfürstentum Finnland, um ab demselben Jahr als Lehrer für Architektur an der Technischen Realschule in Helsinki zu unterrichten. Als solcher starb er am 1. Januar 1869 im Alter von 37 Jahren an Typhus.

## Werke (sofern bekannt)
- 1854–1855; Wettmar, An der Kirche: Bauleitung der von Hase entworfenen evangelisch-lutherischen Kirche St. Marcus[1]
- 1855–1856; Hannover, Friedrichswall (die frühere Friedrichstraße): Bauleitung der nach Hases Plänen entworfenen Trinkhalle Angerstein; nicht erhalten[1]
- 1855–1857; Hildesheim, Michaelisplatz 1: Bauleitung mit Otto Göring während der nach Hases Plänen durchgeführten Restaurierung der evangelisch-lutherischen Michaeliskirche[1]

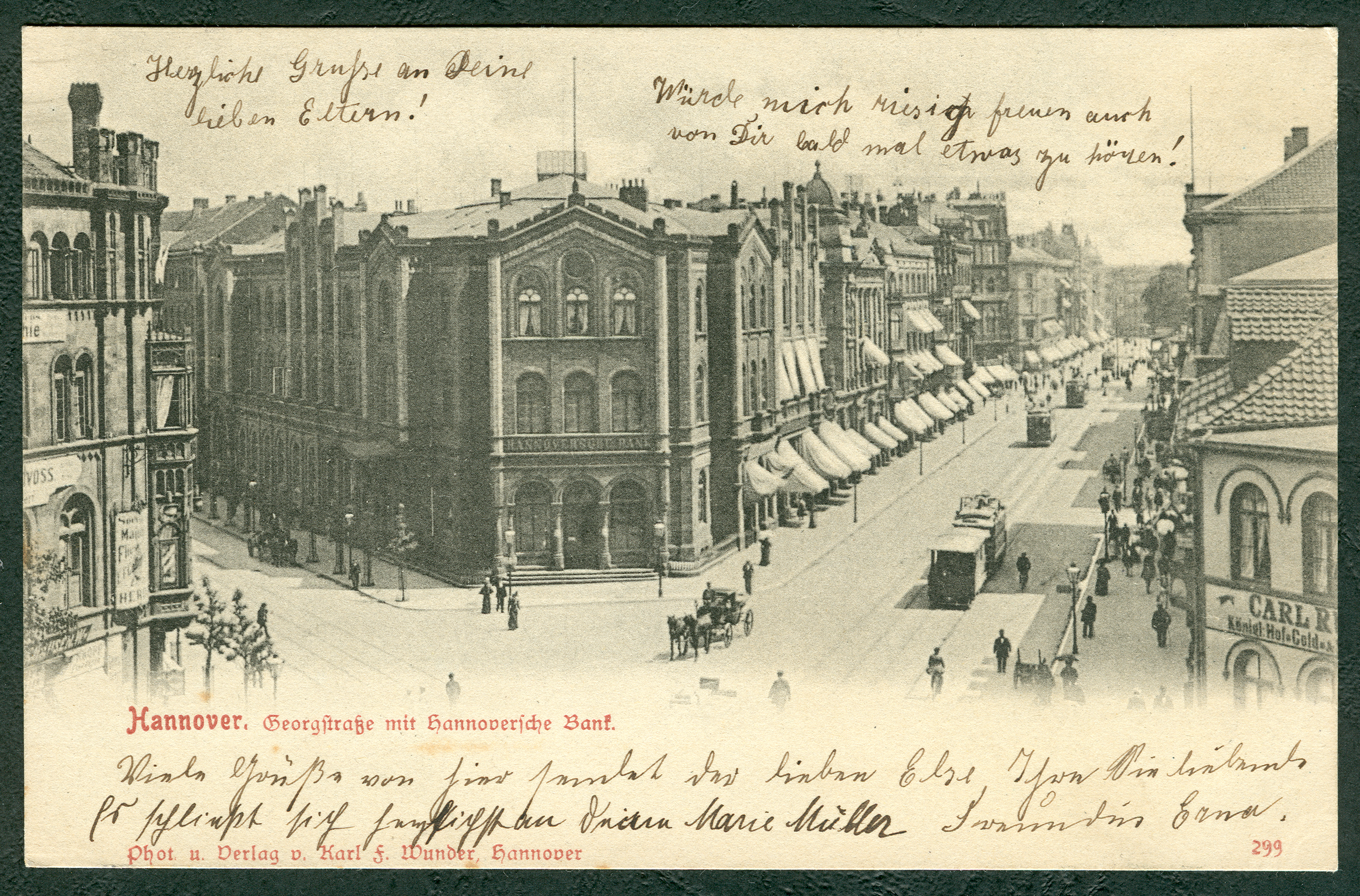
Erstes Hannoversches Bankgebäude, Georgstraße Ecke Schillerstraße; wich später dem Karstadt-Gebäude;
Lichtdruck-Ansichtskarte Nr. 299 von Karl F. Wunder, um 1898

- 1857–1860; Hannover, Georgstraße Ecke Schillerstraße: Bauleitung der Hannoverschen Bank nach Plänen des Bremer Architekten Alexander Schröder; nicht erhalten. Für das Bankhaus schuf Karl Börgemann 1898 bis 1900 einen Neubau[1]
- 1859–1864 Hannover, Conrad-Wilhelm-Hase-Platz 1: Bauleitung mit Wilhelm Hauers und Peter Zindel der nach Hases Plänen errichteten evangelisch-lutherischen Christuskirche; erhalten[1]